# Piratage des minarets d'Izmir
 (avril 2021).
Le piratage des minarets d'Izmir est un fait divers survenu le 20 mai 2020.

## Contexte
Izmir, troisième ville de Turquie, est un bastion du CHP. Ce parti, pilier historique de la politique turque, incarne la principale force d'opposition laïque au gouvernement en place et au président Recep Tayyip Erdoğan.
La chanson Bella ciao, associée à l'antifascisme italien, a connu un regain de popularité à  en raison du succès  de la série télévisée La casa de papel, diffusée sur Netflix à partir de 2017. 
L'incident survient pendant le ramadan, et alors que les mosquées turques sont fermées depuis plusieurs semaines en raison de la pandémie de Covid-19.

## L'incident
Dans l'après-midi du 20 mai 2020, les haut-parleurs équipant les minarets de nombreuses mosquées d'Izmir diffusent, en lieu et place de l'appel à la prière la chanson révolutionnaire italienne Bella ciao. Cela fait suite à un piratage du système informatique qui les pilote. 

## Suites
L'incident, filmé indépendamment par de nombreuses personnes, est très largement relayé sur les médias sociaux. Cet acte de bravade est vigoureusement condamné par le gouvernement qui annonce l'ouverture d'une enquête. 